# Enrique Benavent y Rocamora
Enrique Benavent y Rocamora (Reus, 8 de septiembre de 1837-1901) fue un profesor español.
Enseñó francés en el colegio municipal establecido en San Ildefonso y fue fundador del madrileño Liceo Benavent. Colaboró en La Ilustración de los Niños y en varias revistas de instrucción.
En la Exposición pedagógica celebrada en Madrid, obtuvo medalla de segunda clase por su método de enseñanza. Publicó varias obras, como Solución práctica de la política española o El idioma francés al alcance de los españoles ó sea nuevo sistema práctico, y la novela La mano de la providencia.